# Весела Балка (Роздільнянський район)
Весела́ Ба́лка — село в Україні, в Затишанській селищній територіальній громаді Роздільнянського району Одеської області. Населення становить 179 осіб.
До 17 липня 2020 року було підпорядковане Захарівському району, який був ліквідований.

## Населення
Згідно з переписом 1989 року населення села становило 179 осіб, з яких 81 чоловік та 98 жінок.
За переписом населення 2001 року в селі мешкало 179 осіб.

### Мова
Розподіл населення за рідною мовою за даними перепису 2001 року:
| Мова       | Відсоток |
| ---------- | -------- |
| українська | 98,32 %  |
| молдовська | 1,68 %   |